# All Music
All Music è stata una rete televisiva musicale italiana di proprietà del Gruppo Editoriale L'Espresso.

## Storia
Precedentemente conosciuta come ReteA - All Music, dopo una breve partnership commerciale con la rete televisiva tedesca VIVA, All Music è stata acquistata dal Gruppo editoriale L'Espresso il 22 dicembre 2004 e affidata da fine 2005 alla direzione di Elisa Ambanelli, ex dirigente Mediaset, prima donna a dirigere una tv nazionale italiana.
Nel passaggio da ReteA - All Music ad All Music, ha anche rinnovato lo stile grafico delle trasmissioni: alcune di queste vengono realizzate in collaborazione con la più importante radio del Gruppo Editoriale L'Espresso, Radio Deejay.
Il suo palinsesto era composto principalmente da programmi relativi al mondo musicale, come le classifiche ufficiali o le rotazioni musicali, o comunque indirizzato a un pubblico giovane. Tra i programmi della rete spiccavano infatti Community, The Club, All Moda, Azzurro e One Shot, mentre i principali volti noti erano Alessandra Bertin, Valeria Bilello, Lucilla Agosti, Gip, Jonathan Kashanian, Johanna Martes Vidal, Pamela Rota.
Nella primavera del 2009 vengono chiusi i centri di produzione dell'emittente, anticipando la chiusura definitiva avvenuta il 19 ottobre 2009 a causa di una riorganizzazione aziendale voluta dal Gruppo Editoriale L'Espresso per rimediare a una crisi economica.
L'emittente viene sostituita da Deejay TV, che dal 19 ottobre al 9 novembre trasmette un conto alla rovescia in attesa della effettiva partenza della nuova emittente, la cui direzione sarà assunta da Linus (direttore artistico di Radio Deejay ed m2o).
L'emittente era visibile anche via satellite in chiaro su Hot Bird, e nella piattaforma Sky al canale 128.
Dal 7 febbraio 2013 parte sul digitale terrestre il canale ALL Channel che ripropone in forma sperimentale alcune vecchie produzioni di All Music e Deejay TV, ma viene chiuso nell'estate del 2014.
Lo speaker ufficiale del canale è stato il doppiatore Maurizio Merluzzo.

## Programmi storici
- Albakiara
- All Moda
- All Music Show
- Audioambiente
- Azzurro
- Bi Live
- Bionda anomala
- Blister
- Call Center
- Carico e scarico
- Cash, viaggio di una banconota
- Classifiche Ufficiali
- Code Monkeys
- Community
- Cornetto Free Music Live
- DeeJay chiama Italia
- Edgemont (serie televisiva)
- Extra
- Flycase
- Fuori! Born to escape
- Human Guinea Pigs
- Kantabox
- I love rock and roll
- Inbox
- Indipendenti
- In prova
- GIP - Lo show più buono che ci sia
- m2 All Shock (ex m2o The Dance Night)
- Modeland
- Mono
- Music Zoo
- Night RMX
- Off Live
- On Live
- One Shot
- Pelle (e seconda pelle)
- Play IT
- Rapture
- Sofa So Good
- Sons of Butcher
- Stelle e padelle
- Street Voice
- The Club (Anche in versione "The Show" e "On The Road")
- The Oblongs
- Tutti nudi
- Tv diari

## Conduttori
- Luca Abbrescia
- Lucilla Agosti
- Aldo
- Alvin
- Yan Agusto
- Albertino
- Ylenia Baccaro
- Gaia Bermani Amaral
- Ballo
- Alessandra Bertin
- Valeria Bilello
- Alessandro Cattelan
- Marta Cecchetto
- Flavia Cercato
- Pier Cortese
- Gip
- Elena Di Cioccio
- Luca Fiamenghi
- DJ Francesco
- G-Max
- Jonathan Kashanian
- Katamashi
- Selena Khoo
- Lauretta
- Linus
- Georgia Luzi detta Geo
- Vladimir Luxuria
- Ivan Olita
- Raul Gerardo Ottoboni
- Pali e Dispari
- Samanta Piccinetti
- Provenzano DJ
- Rido
- Maurizio Ridolfi
- Pamela Rota
- Giulia Salvi
- Sara Tommasi
- Nicola Savino
- Chiara Tortorella
- Sara Valbusa
- Johanna Martes Vidal
- Gabriel Friedman
- Edoardo Stoppa
- Christian Sonzogni

## Loghi

Primo logo di ReteA - All Music usato dal 1º aprile 2002 al 2003.
Logo usato dal 3 ottobre 2005 al 19 ottobre 2009.